# 陳建誠
陳建誠，台灣戲曲樂師、歌仔戲作曲家、樂器工藝家，國立台灣戲曲學院戲曲音樂學系兼任講師。
他早期的歌仔戲編曲作品有《玉樓春》、《冉冉紅塵》、《曲判記》、《殺豬狀元》、《天鵝宴》、《闖堂救婿》、《梅玉配》等，並在首演和重大公演中兼吹嗩吶等管樂器。
《冉冉紅塵》、《曲判記》、《殺豬狀元》、《天鵝宴》、《闖堂救婿》、《梅玉配》主弦（領奏琴師）都是洪堯進，文場領班都是簡永福，武場領班（鼓師）都是王清松。
《玉樓春》的主弦（兼文場領班）是許再添，武場領班是蕭誠一。
《玉樓春》、《闖堂救婿》、《梅玉配》是電視歌仔戲，《冉冉紅塵》、《曲判記》、《殺豬狀元》、《天鵝宴》是大型舞台公演歌仔戲。
他後來長期擔任歌仔戲劇團「明華園」樂隊領導，負責樂隊和演奏管樂器（笛、簫、管、嗩吶），並為該團許多大型舞台公演歌仔戲戲碼做音樂設計和編腔作曲指揮，以《劉全進瓜》（許再添音樂指導、主弦，陳建誠編曲指揮）、《界牌關傳說》（許再添音樂指導、主弦，陳建誠編曲指揮並合作唱腔設計）、《周公法鬥桃花女》等較有代表性。
「明華園」的新戲首演和重大公演，早期是許再添做主弦，現在是陳孟亮，武場領班多特請王清松。
他創作了《河洛調》（《天鵝宴》裡縣令這個角色登上金鑾殿時演唱的曲調）、《雲夢山之歌》等歌仔戲新曲調和許多配樂。
他開發出新型的台灣管（鴨母噠仔），擴展了音域，同時也製造嗩吶、笛、簫。
他參與錄製的歌仔戲音樂專輯有廖瓊枝編劇、演唱的《王寶釧寫血書·薛平貴回窯》（演奏管樂器，李國治主弦，王清松打鼓）；明華園劇團的《明華園歌仔戲曲調精選集》（擔任樂隊領導並演奏管樂器，陳孟亮主弦，王清松打鼓）等。
他的夫人侯孟君在「明華園」的樂隊演奏琵琶和三弦。